# Менеджмент

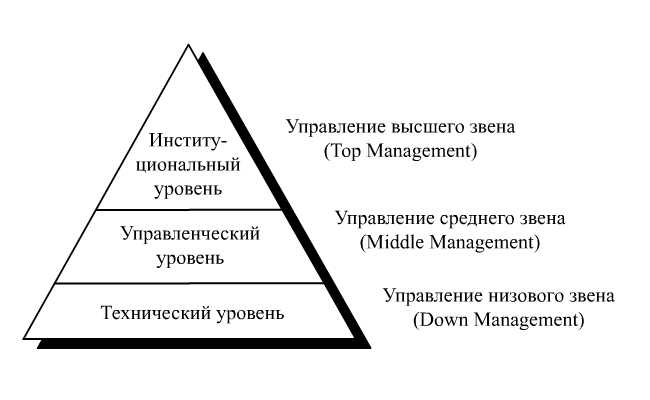
Пирамида управления

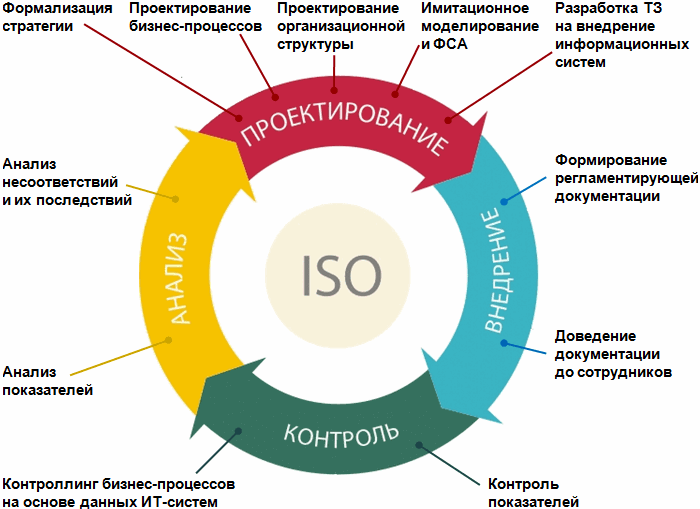
Цикл PDCA (на примере ИТ-организации)

Ме́неджмент, также управле́ние (англицизм от management — «управление») — наука об управлении ресурсами предприятий, правительств и других организаций посредством делового администрирования.
По институциональным сферам менеджмент ориентирован на: предпринимательство, государственные социально-экономические системы, некоммерческие организации и т. д.
Менеджмент — совокупность современных технологий, принципов, методов, средств и форм управления, направленных на повышение эффективности работы различных предприятий.
Менеджмент (отглагольное существительное) часто используется как синоним управление организацией или управление производством. Менеджмент (метонимически) часто используется как синоним руководящий состав организации, дирекция.

## Определение
Менеджмент (англ. management — управление, система управления) — это совокупность современных технологий, принципов, методов, средств и форм управления, направленных на повышение эффективности работы различных предприятий.
Менеджмент представляется в качестве процесса, окончанием или же его результативной точкой является конкретный результат в виде полученной продукции и достигнутых результатов. Менеджмент является системой, состоящей из отдельных частей, элементов, структура которых направлена на обработку входящих в неё ресурсов и их трансформацию в конечный результат.
Функции менеджмента — конкретный вид управленческой деятельности, осуществляющийся различными приёмами, способами, организацией работы и контролем деятельности.

## Эволюция менеджмента

### Основные этапы развития менеджмента
Менеджмент существовал всегда там, где работали люди, и, как правило, в трёх сферах человеческого общества, по данным Н. Б. Кирилловой:
- политической — необходимость установления и поддержания порядка в группах;
- экономической — необходимость в изыскании, производстве и распределении ресурсов;
- оборонительной — защита от врагов и диких зверей.

Рассматривая развитие теории и практики менеджмента, Н. Б. Кириллова выделила несколько исторических периодов:
- I период — древний период (9—7 тыс. лет до н. э. — XVIII в. н. э.). Первые формы организации и упорядочивания совместного труда появились на стадии первобытнообщинного строя. Старейшины, вожди родов и племён олицетворяли собой руководящее начало всех видов деятельности. Примерно в 9—7 тысячелетии произошёл переход от присваивающего хозяйства к производящему, что стало точкой отсчёта в зарождении менеджмента. В Древнем Египте был накоплен богатый опыт управления государственным хозяйством. В 3000—2800 гг. до н. э. сформировался достаточно развитый для того времени государственный управленческий аппарат и его обслуживающая прослойка (писцы, чиновники и др.). Одним из первых, кто дал характеристику управлению, был Сократ (470—399 гг. до н. э.). Он проанализировал различные формы управления, на основе чего провозгласил принцип универсальности управления. Платон (428—348 гг. до н. э.) дал классификацию форм государственного управления, сделал попытки разграничить функции органов управления. Александр Македонский (356—323 гг. до н. э.) развил теорию и практику управления войсками (определил понятие стратегии и тактики). Естественно, что приведённые примеры не охватывают все события, а лишь обращают внимание на основные вопросы, интересовавшие общество на ранних стадиях развития менеджмента.
- II период — индустриальный период (1776—1890 гг.). Наибольшая заслуга в развитии представлений о государственном управлении в этот период принадлежит А. Смиту. Он является не только представителем классической политэкономии, но и специалистом в области управления, так как провёл анализ различных форм разделения труда, дал характеристику обязанностей государя и государства. Р. Оуэну принадлежат идеи гуманизации управления, признания необходимости обучения, улучшения условий труда и быта рабочих (что актуально и сейчас). Переворот в теории и практике управления связан с именем Ч. Бэббиджа (1833 г.), который разработал проект «аналитической машины» — прообраза современной цифровой вычислительной техники, с помощью которой уже тогда управленческие решения принимались более оперативно.
- III период — период систематизации (1856—1960 гг.). Наука об управлении находится в постоянном движении, формируются новые направления, школы, течения, изменяется и совершенствуется научный аппарат, меняются исследователи и их взгляды. То, что мы сегодня называем менеджментом, зародилось во времена промышленной революции в XIX в. Возникновение фабрики как первичного типа производства и необходимость обеспечения работой больших групп людей означали, что индивидуальные владельцы больше не могли наблюдать самостоятельно за деятельностью всех работников. Для этих целей обучали лучших работников, обучали для того, чтобы они могли представлять интересы владельцев на местах, это и были первые менеджеры.
- IV период — информационный (1960 г. — настоящее время). В настоящее время для принятия любого управленческого решения требуется огромное количество информации, которую обрабатывают с помощью математических приёмов и вычислительной техники. Управление рассматривается как логический процесс, который может быть выражен математически. Появились системный, ситуационный и процессные подходы.

Современная система взглядов на управление, сформулированная в 1970—1980-е годы:
- Предприятие — это открытая система, рассматриваемая в единстве факторов внутренней и внешней среды.
- Ориентация не на объёмы выпуска, а на качество продукции и услуг, на удовлетворение потребителей.
- Ситуационный подход к управлению, признание важности быстроты и адекватности реакции.
- Главный источник прибыли — люди, обладающие знаниями и навыками, и условия для реализации их потенциала.
- Система управления, ориентированная на повышение роли организационной культуры и нововведений, мотивацию работников и стиль руководства.

Причины возникновения:
- НТР, концентрация научного и производственного потенциала;
- в послевоенный период в мировой экономике заметную роль стали играть отрасли, непосредственно удовлетворяющие потребности людей, а также отрасли, основанные на прогрессивных технологиях;
- производство всё больше ориентируется на специализированные запросы потребителей, то есть на большие по ёмкости рынки, что привело к образованию большого числа малых и средних предприятий, к усложнению системы связей между организациями, к высокой значимости таких критериев бизнеса, как гибкость, динамичность и адаптивность к требованиям внешней среды.

Принципы управления в новой парадигме:
- лояльность к работающим;
- ответственность как обязательное условие успешного менеджмента;
- коммуникации, пронизывающие форму по горизонтали и по вертикали;
- атмосфера в фирме, помогающая раскрытию способностей работающих;
- установление долевого участия каждого работающего в общих результатах;
- своевременная реакция на изменения в окружающей среде;
- методы работы с людьми, обеспечивающие их удовлетворённость работой;
- непосредственное участие менеджеров в работе групп на всех этапах как условие согласованной работы;
- умение слушать всех, с кем сталкивается в своей работе менеджер;
- этика бизнеса — золотое правило менеджмента;
- честность и доверие к людям;
- опора на фундаментальные основы менеджмента: качество, затраты, сервис, нововведения, контроль ресурсов, персонал;
- качество личной работы и её постоянное совершенствование.

### Основные школы управления

#### Школа научного управления
(рационалистическая школа) (1885—1920 гг.) связана с работами Фредерика Тейлора, Фрэнка и Лилиан Гилбрет, Генри Ганта, Гаррингтона Эмерсона, Генри Форда.
Методология школы:
1. Создатели школы считали, что, используя наблюдение, замеры, логику и анализ, можно усовершенствовать операции ручного труда.
2. Первой фазой методологии были анализ содержания работы и определение её основных компонентов. Например: Гилбреты изучали операции, используя кинокамеру в сочетании с микрохронометражом, фиксирующим интервалы до 1/200 секунды. Для определения времени, необходимого на конкретное движение при выполнении работы.

Отношение к человеческому фактору:
1. Систематическое стимулирование работников с целью их заинтересованности в росте производительности труда и объёмов производства.
2. Введение перерывов в производстве, в том числе для отдыха.
3. Установление выполнимых производственных норм, и дополнительные платежи тем, кто превосходил их.
4. Признавалась важность отбора людей, физически и интеллектуально соответствовавших выполняемой работе, обучение работников.

Отделение функций менеджмента от производственных:
1. Выступали за отделение управленческих функций анализа и планирования от фактического выполнения работы.
2. Определили деятельность по управлению как определённую специальность, которая необходима для успеха организации.
3. Управление стало признаваться как отдельная область профессиональной деятельности, хотя представители школы занимались проблемами повышения эффективности труда на уровне ниже управленческого.

#### Административная (классическая)
(1920—1950 гг.) связана с работами Анри Файоля (руководитель французской компании по добыче угля), Линдала Урвика (консультант по вопросам управления в Англии), Джеймса Муни (вице-президент компании Дженерал Моторс), А. Рейли, Л. Гьюлика, У. Ньюмана, Л. Аллена, М. Вебера.
Цель школы — создание универсальных принципов управления, следование которым приведёт организацию к успеху.
Разработали две категории принципов управления:
1. Связанные с разработкой рациональной системы управления организацией. Файоль рассматривал управление как универсальный процесс, состоящий из нескольких взаимосвязанных функций. Определяя основные функции бизнеса как финансы, производство и маркетинг были уверены, что могут определить лучший способ разделения организации на группы и подгруппы.
2. Связанные с построением структуры организации и управления работниками. Рациональная бюрократия Макса Вебера.

Особенности школы:
1. Представители школы имели непосредственный опыт руководителей высшего звена в большом бизнесе.
2. Исследования были направлены на повышение эффективности работы всей организации.
3. Представители школы старались оценить деятельность организации с точки зрения широкой перспективы, определить общие характеристики и закономерности организаций.

Анри Файоль сформулировал 14 принципов управления (см. статью Анри Файоль).

#### Школа человеческих отношений
(1930—1950 гг.) и поведенческие науки (1950 г. — настоящее время).
Представители школы человеческих отношений: Мэри Паркер Фоллет, Элтон Мейо, Абрахам Маслоу. Представители более позднего (поведенческого) направления школы: К. Аджирис, Р. Лайкерт, Д. МакГрегор, Ф. Герцбер, Ч. Бернард и др.
Особенности школы человеческих отношений:
1. Осознание человеческого фактора как основного элемента эффективной организации (в отличие от предыдущих школ).
2. Эксперименты Э. Мейо (хоторнские) открыли новое направление в теории управления. Чётко разработанные рабочие операции и хорошее вознаграждение не всегда ведут к росту производительности труда, в отличие от сил, возникающих в ходе взаимодействия между людьми.
3. Более поздние исследования (А. Маслоу и др. психологов) позволили понять причины этого явления. Мотивами поступков людей являются не экономические силы, а различные потребности, которые могут быть лишь частично удовлетворены с помощью денег (общение, уважение, самовыражение).

Особенности развития взглядов на управление в поведенческих науках:
1. Представители этого направления изучали различные аспекты социального взаимодействия, мотивации, характера власти, авторитета, лидерства, организационной структуры, коммуникаций, изменения содержания работы и качества трудовой жизни (КТЖ).
2. Помощь работнику в осознании собственных возможностей на основе применения концепций поведенческих наук к построению и управлению организациями.
3. Основная цель школы — повышение эффективности организации за счёт повышения эффективности использования её человеческих ресурсов.
4. Главное — правильное применение науки о поведении всегда будет способствовать повышению эффективности и работника, и организации.

#### Школа науки управления (количественных методов)
(1950 г. — настоящее время). Представители: Р. Акофф, Л. Фон Берталанфи, С. Бир, Ф. Гольдбергер, Д. Форсрестер, Р. Люс, Л. Клейн.
Особенности школы:
1. Формирование школы связано с возникновением кибернетики и исследований операций. Первоначально исследование операций сводилось к разработке способов количественного анализа задачи как целостного без выделения её частей. По своей сути исследование операций — это применение методов научного исследования к операционным проблемам организации.
2. После постановки проблемы группа специалистов по исследованию разрабатывает модель ситуации. Модель — форма представления реальности, упрощающая её, облегчающая понимание её сложностей (карта, глобус). После создания модели переменным задаются количественные характеристики (значения), что позволяет объективно сравнить и описать каждую переменную и отношения между ними.
3. Ключевой характеристикой науки управления является замена словесных рассуждений моделями, символами и количественными значениями.

Компьютер позволил исследователям операций конструировать модели возрастающей сложности. Эти модели, встречающиеся в менеджменте: распределение ресурсов, управление запасами, массовое обслуживание, выбор стратегии развития и др.
Теория принятия решений — дальнейшее развитие идей школы управления.
Основные направления:
1. Разработка методов математического моделирования процессов выработки и принятия решений в организациях.
2. Создание алгоритмов выработки оптимальных решений с применением теории статистических решений, теории игр и др.
3. Разработка количественных прикладных и абстрактных моделей экономических явлений, в том числе моделей воспроизводства, моделей баланса затрат и выпуска, моделей прогнозирования научно-технического и экономического развития.

### Научные подходы к менеджменту
В настоящее время существуют различные подходы к менеджменту. Наиболее известные и широко применяемые:

#### 1. Системный подход
Позволяет рассматривать организацию как систему, состоящую из определённого количества взаимосвязанных элементов. Первоначально теория систем была применена в точных науках и технике. В менеджменте стала применяться с конца 50-х гг., что явилось успехом школы науки управления. Основоположником являлся Л. Фон Берталанфи. Исходным положением системного подхода является понятие цели, наличие которой — важнейший признак организации, по которому данная система отличается от других.
Системный подход — способ мышления по отношению к организациям и управлению, а не набор принципов для управляющих.
Система — это некоторая целостность, состоящая из отдельных взаимосвязанных частей (элементов), каждый из которых вносит свой вклад в характеристику целого (все организации являются системами в управлении).
Типы систем:
- закрытые — имеют жесткие фиксированные границы, её действия независимы от окружающей её внешней среды;
- открытые — характеризуются взаимодействием с окружающей (внешней) средой и способны адаптироваться (приспосабливаться) к ней;

Любая система состоит из подсистем.
Подсистема — крупная составляющая сложных систем, сама являющаяся системой. В организации подсистемы — это отделы, уровни управления, социальные и технические составляющие организации.
Модель организации как открытой системы:
1. Организация получает из внешней среды: информацию, капитал, человеческие ресурсы, материалы — эти компоненты называются входами.
2. В процессе своей деятельности организация обрабатывает эти входы, преобразуя их в продукции или услуги — это выходы.
3. Если система управления эффективна, то в ходе процесса преобразования получается добавочная стоимость входов, в результате появляются многие дополнительные выходы, такие как прибыль, увеличение доли на рынке, увеличение объёма продаж, рост организации и др.

#### 2. Процессный подход
Был впервые предложен приверженцами школы административного управления, которые пытались определить функции менеджмента. Однако они рассматривали их как независимые друг от друга. Процессный подход же рассматривает их как взаимосвязанные. Управление рассматривается как процесс, так как работа по достижению целей с помощью других — это серия непрерывных взаимосвязанных действий. Эти действия, каждое из которых также является процессом, называют управленческими функциями. Сумма всех функций и представляет собой процесс управления.
Существуют разные точки зрения на функции менеджмента:
- А. Файоль выделял пять функций: — предсказывание и планирование; — организация; — распоряжение; — координирование; — контролирование;
- в современной литературе выделяют следующие функции менеджмента: планирование, организация, распорядительство, мотивация, руководство, контроль, координация, коммуникация, исследование, оценка, принятие решений, регулирование;
- в общем виде процесс управления можно представить состоящим из функций: планирование (подготовка и принятие управленческого решения); организация; мотивация; контроль.

Эти функции объединены связующими процессами коммуникации и принятия решений. Руководство (лидерство) рассматривается как самостоятельная деятельность, предполагающая возможность влияния на отдельных работников и группы таким образом, чтобы они работали в направлении достижения целей, что необходимо для достижения успехов организации.

#### 3. Ситуационный подход (мышление об организационных проблемах и их решениях)
Особенности ситуационного подхода:
1. Возможность прямого приложения науки к конкретным ситуациям и условиям.
2. Центральным моментом является ситуация — конкретный набор обстоятельств, оказывающих влияние на организацию в данное время.
3. Руководители могут лучше понимать, какие приемы будут в большей степени способствовать достижению целей организации в конкретной ситуации.
4. Подход пытается увязать конкретные приемы и концепции с определёнными ситуациями для того, чтобы достичь целей организации более эффективно.
5. Подход использует ситуационные различия между организациями и внутри самих организаций. Менеджеру необходимо определить, каковы значимые переменные ситуации и как они влияют на эффективность организации.

Методология ситуационного подхода к менеджменту:
- менеджер должен быть знаком со средствами профессионального управления, которые доказали свою эффективность;
- менеджер должен уметь предвидеть вероятные последствия (как положительные, так и отрицательные) от применения данной методики или концепции в конкретной ситуации;
- менеджер должен уметь правильно интерпретировать ситуацию. необходимо правильно определить, какие факторы являются наиболее важными в данной ситуации и какой вероятный эффект может повлечь за собой изменение одной или нескольких переменных;
- менеджер должен уметь отбирать конкретные приемы, которые вызвали бы наименьший отрицательный эффект в конкретной ситуации, тем самым обеспечивая достижение целей организации самым эффективным путём.

## Субъект и объект менеджмента, их взаимосвязь
Субъект менеджмента — это человек или группа людей, создающих управленческие воздействия в рамках организации и в целях реализации её целей и задач.
Объект менеджмента — это все то, на что ориентированы управленческие воздействия субъекта менеджмента. Объектами менеджмента могут выступать персонал организации, её конкуренты, финансы организации, производство, сбыт, поставщики ресурсов, информация т.д.
Субъекты и объекты менеджмента представляют собой в совокупности систему управления организации
Субъект и объект менеджмента взаимодействуют с внешней средой. При этом субъект менеджмента (находится сверху) оказывает воздействие на объект менеджмента (находится снизу), а вместе они влияют на внешнюю среду. В свою очередь внешняя среда также оказывает воздействие на субъект и объект, заставляя их подстраиваться под новые реалии.

## Модели менеджмента
Совокупность идей, лежащих в основе системы управления той или иной организации, называется моделью менеджмента.
На формирование модели менеджмента оказывают влияние религиозные, географические и политические факторы. В управленческой науке выделяются следующие модели менеджмента.
Азиатская модель менеджмента. Основным фактором, повлиявшим на формирование азиатской модели менеджмента, является буддийская философия. Мировосприятие на Востоке в корне отличается от европейского, поэтому применение в странах Азии управления по западному образцу было невозможно.
Характерными особенностями азиатской модели менеджмента являются:
1. Внутрифирменные и межфирменные отношения, строящиеся на доверии и взаимопонимании руководителей компаний.
2. Сравнительно высокий уровень образования персонала.
3. Ориентация на доверие партнёров друг к другу.
4. Осознание совместного вклада в развитие организации.

Основой азиатского менеджмента служат дружные отношения в коллективе. Главное отличие от американского стиля менеджмента заключается в способе проведения переговоров бизнесменами, которые в процессе обсуждения затрагивают все вопросы, постепенно приближаясь к самой сути дела. Причина этого объясняется стремлением сначала достичь доверия, а уж потом решать основные проблемы. Существенно отличаются распорядок дня и философия менеджеров различных моделей.
Так, японский менеджмент предполагает:
1. Проведение рабочего времени только в форменной одежде.
2. Обязательное награждение за успехи в труде.
3. Функционирование и развитие «кружков качества».
4. Организацию общей столовой для руководителей и рабочих.
5. Использование практики пожизненного найма.

Идеология китайского менеджмента и китайские практики управления сформировались под влиянием конфуцианства. Учение Конфуция сформировало любовь китайцев к иерархии и контролю, патерналистский и автократический стиль управления, а также важность семейных отношений и деловых связей. Лидерство, в соответствии с конфуцианской традицией, ориентировано на заботу о благосостоянии сотрудников, на гармонию в рабочих группах, командную работу и самоотдачу. Китайские руководители в идеале должны быть скромны и преданы своей организации. Они ожидают, что их сотрудники будут работать не покладая рук на благо своей организации. Стиль их управления ориентирован на жесткое единоначалие и полный контроль над организацией.
Западная модель менеджмента. В основе данной модели менеджмента лежат следующие принципиальные положения: индивидуальная ответственность; самоутверждение руководителей отдельных подразделений на предприятии. Основными участниками западной модели менеджмента выступают владельцы, акционеры, менеджеры, правительственные организации, биржи, консалтинговые фирмы. Управление менеджментом через услуги консалтинга — один из способов стимулирования эффективности деятельности компании путем углубленного анализа существующих проблем в бизнесе и, следовательно, предложения планов развития персонала компании. Западная модель менеджмента характеризуется:
1. Отсутствием у сотрудников чувства преданности своей работе.
2. Единоначалием руководителя в принятии решения (подчинённые только помогают ему выбрать решение на основе анализа издержек производства, сбыта).
3. Разграничением деловых и личных отношений.

В западном менеджменте выделяются американский, английский и немецкий менеджмент. Американский менеджмент предполагает реализацию следующих положений:
1. Менеджеры действуют прямолинейно; менеджеры прибегают к приказу при согласовании решения на переговорах.
2. Менеджеры не делают долгих отступлений, а сразу переходят к самой сути вопроса.

Английский менеджмент ориентируется:
1. На издержки производства (стремление к их постоянному сокращению).
2. Разработку новых наукоёмких изделий, тщательное проведение научно-исследовательских и опытно-конструкторских разработок .
3. Гибкость в использовании технологических процессов.

Немецкий менеджмент характеризуется следующими особенностями:
1. Дальновидностью, высокой дисциплиной.
2. Длительным процессом внедрения новшеств, модернизации производства.
3. Осуществлением руководства компанией двумя структурами: правлением и наблюдательным советом.

Каждая модель менеджмента, используемая на предприятии, накладывает свой отпечаток на процессы управления в организации: изменяются механизмы принятия управленческих решений, организационные структуры управления, приоритеты управления и планирования; изменяются механизмы реализации всех функций и методов управления в организации.
Можно сказать, что каждая модель менеджмента приводит к различному уровню экономической эффективности хозяйственной деятельности организации.

## Система знаний об управлении
Система знаний об управлении организациями и социально-экономическими системами формируется на базе различных наук. В политической экономике, в праве, в психологии и во многих других науках имеются разделы, связанные с управлением. Ряд конкретных научных дисциплин специально изучают определённые функции управления: планирование, вопросы учёта и принятия решений, обработку информации и т. д., обобщая практический опыт и разрабатывая более совершенные формы и методы в целях повышения эффективности управленческой деятельности. Особое значение в этой связи приобретают количественные методы и модели принятия решений.
Менеджмент на любом уровне — сложная комплексная система. Например, для производственной организации управляющий должен постоянно заботиться о доле рынка, предвидеть требования заказчиков, обеспечивать точные сроки поставок, выпускать продукцию всё более высокого качества, назначать цены с учётом условий конкуренции и всячески заботиться о поддержании репутации фирмы у потребителей, при этом внутри организации — добиваться роста производительности труда путём улучшения планирования, более эффективной организации и автоматизации производственных процессов и одновременно учитывать требования профсоюзов, сохранять конкурентные позиции на рынке, обеспечивать акционерам дивиденды на таком уровне, чтобы не терять их доверия, и оставлять фирме достаточный объём нераспределённой прибыли для обеспечения её роста. Важной задачей управления является объединение, интеграция всех сторон и аспектов деятельности организации и участков, их частных целей, для достижения общей цели данной системы.
Теория управления применяет научные методы анализа с целью выработки определённых методов и рекомендаций для практики управления. Эффективное применение этих методов и рекомендаций зависит от сочетания конкретных обстоятельств, условий. Так, например, японский опыт использования «кружков качества» не нашёл широкого применения в условиях американской промышленности из-за различий социальных отношений на производстве. Поэтому одним из важных условий эффективного управления (то есть достижения целей организации с минимальными затратами) является адекватность (соответствие) применяемых методов управления внешней и внутренней среде функционирования организации. Бесполезно применять в промышленности методы управления, принятые в армии, и наоборот. Точно также в условиях рыночной экономики не обеспечат запланированных результатов, использовавшиеся в СССР, директивные методы управления. И наоборот, применение методов менеджмента и маркетинга в экономике СССР представляло бы лишь академический интерес.
Как и во всякой другой сфере интеллектуальной и практической деятельности людей (военное дело, медицина и т. п.), научность управления и искусство управления дополняют друг друга. Эффективность системы управления обеспечивается умением руководителей овладевать искусством творческого применения научных принципов управления в конкретных ситуациях.
Управление, то есть действия, обеспечивающие достижение поставленных целей, следует отличать от так называемого «камлания» и «воздействия» (камлание — ритуальные действия шаманов по вызову дождя, изгнанию духов и т. д.). Под камланием понимается руководящая деятельность, не приводящая к каким-либо результатам. Такая деятельность может быть безопасной только в условиях устойчивой экономики. Под «воздействием» понимается руководящая деятельность, приводящая к изменению организационных структур, условий внешней и внутренней среды организаций, но не обеспечивающая достижение поставленных целей. В большинстве случаев такая деятельность создаёт опасность для жизнедеятельности организации. Таким образом, руководящие действия, не обеспечивающие достижения поставленной цели, не являются управлением.
Три основные функции менеджмента: управление бизнесом по повышению его эффективности, управление менеджерами и управление работниками и работой — обусловлены комплексной природой бизнеса — специфика профессии менеджера заключается в том, чтобы выполнять эти три функции одновременно. В соответствии с основными целями и задачами фирмы функция управления бизнесом является центральной, объединяющей все функции — управлять бизнесом — значит находить оптимальное равновесие между его разнообразными потребностями и целями.

## Сложность и адаптация систем управления
По определению Р. Акоффа системный подход в управлении основывается на том, что всякая организация представляет собой систему, состоящую из частей, каждая из которых обладает своими собственными целями. Руководитель при принятии управленческих решений должен исходить из того, что для достижения общих целей организации необходимо рассматривать её как единую систему. При этом следует выявить и оценить взаимодействие всех её частей и объединить их на такой основе, которая позволит организации в целом эффективно достичь её целей. Однако достижение целей всех подсистем организации — явление желательное, но почти всегда нереальное. Необходимость системного подхода для управления предприятием можно понять, рассмотрев два аспекта работы руководителя. Во-первых, он стремится добиться суммарной эффективности работы своей организации и не допустить, чтобы частные интересы какого-либо одного элемента организации повредили общему успеху. Во-вторых, он должен добиваться этого в условиях организационной среды, которая всегда создаёт противоречащие друг другу цели. Стратегия, техника и экономика — взаимосвязанные элементы одной общей проблемы. Суть экономической проблемы состоит в том, чтобы избрать такую стратегию, включая технику и все другие ресурсы, необходимые для осуществления стратегических планов, которая будет или наиболее эффективной (максимально выгодное решение поставленной задачи при имеющихся ресурсах), или наиболее экономичной (достижение поставленной задачи при минимальных затратах).
Управляющая система может быть представлена особым видом машины на основании того, что каждая система выполняет какие-либо функции, которые можно рассматривать как цель машины. Одной из основных отличительных категорий управляемых систем является сложность. Любая фирма имеет много противоречивых целей, и это является одним из решающих факторов, обуславливающих необходимость описания предприятия или фирмы как очень сложной вероятностной системы. Сложность системы определяется количеством составляющих её элементов и возможных связей между ними. Степень сложности измеряется разнообразием системы. Разнообразие характеризует число возможных состояний системы. Фундаментальный принцип управления, открытый У. Эшби, является закон необходимого разнообразия, в соответствии с которым уровень разнообразия управляющей системы должен соответствовать уровню разнообразия управляемой системы. Отсюда, в частности, следует, что невозможно создать простую систему управления для управления сложными системами и процессами. Из этого следует, что, как отдельные люди, так и целые организации не в состоянии справиться с проблемами, сложность которых превышает некоторый определённый уровень. Когда этот уровень превышен, управляющие уже не в состоянии понять, что происходит вокруг и разработать адекватную стратегию управления фирмой или страной. Другая причина растущей сложности управления производством связана с темпами изменения внешней среды. Влияние внешней среды является определяющим фактором для фирмы при выборе системы управления. Скорость изменений во внешней среде организаций растёт и соответственно растёт сложность возникающих перед организацией проблем. Чем сложнее эти проблемы, тем больше времени занимает их решение. Чем больше возрастает скорость изменений, тем короче жизнь найденных решений проблем. К моменту, когда решение найдено, ситуация уже изменилась и требуется принципиально новое решение. Организация не может быть способной быстро и эффективно обучаться, если такой способностью не обладает её руководство. В целом закон необходимого разнообразия для управления фирмой определяет, что для успешного противостояния среде, сложность и быстрота решений в фирме должны соответствовать сложности и быстроте изменений, происходящих во внешней среде.
Согласно Ст. Биру, классификация любых систем с позиций кибернетики, предусматривает два критерия — (а) по степени сложности: простые динамические системы, сложные системы поддающиеся описанию (хорошо структурированные) и очень сложные системы, не поддающиеся адекватному аналитическому описанию (слабо структурированные), а также (б) различие между детерминированными и вероятностными системами. Причём к вероятностным относятся не те системы знания, которые не достаточно полны на данный момент, а вероятностные по своей природе, не поддающиеся однозначному описанию в принципе. К классу очень сложных вероятностных систем относятся фирма, мозг и экономика. В соответствии с законом необходимого разнообразия управляющая система для экономики и фирмы тоже должна представлять очень сложную вероятностную систему и промышленные системы управления (при условии, что они достаточно эффективны) должны строиться как кибернетические системы. Кибернетика предлагает механизм обратной связи как выход из противоречий вероятностных управляющих и управляемых систем. Регулятор с обратной связью гарантирует компенсацию возмущений не только определённого вида, но и любых возмущений. В частности, он компенсирует влияние на систему возмущений, причина которых совершенно неизвестна. В этом как раз и заключается важность принципа обратной связи для управления промышленным производством, являющимся очень сложной системой, не поддающейся детальному описанию.

## Социально-экономические функции и цели менеджмента
Оценка места и роли менеджмента в общественном производстве и формулировке проблем экономического развития является задачей не только экономики, но и ряда других общественных наук (социологии, политологии и т. д.). Теория институциональной экономики, возникшая на стыке экономики, социологии, права и истории, ориентирована на изучение формальных и неформальных норм, структурирующих взаимодействия между индивидами в разных сферах повседневной активности. Осознание взаимозависимости разных сторон общественного и индивидуального производства привело к современному пониманию системной природы экономики, в том числе её структурно-функциональной дифференциации, и выработке концепций его институциализации как определяющего фактора социального взаимодействия в процессе экономического развития.
Структурно-функциональный подход представляет собой конкретизацию идей теории систем и системного анализа применительно к различным сферам экономики (включая менеджмент), которые рассматриваются как составные и взаимодействующие части социальной системы высшего порядка — общества. С позиций управленческой парадигмы системные функции взаимообусловлены и не существуют отдельно друг от друга: не может быть экономики без политики, культуры, технологии и т. д. Понятие системных функций организации основывается на очевидном факте её включённости в жизнедеятельность всего общества как объемлющего социального целого. Вместе с тем в современной науке устанавливается соответствие между инвариантным аспектом исследуемого объекта и понятием структуры, которое используется для обозначения совокупности устойчивых связей между основными частями объекта, обеспечивающей его целостность и тождественность самому себе. Понятие структуры обычно соотносится с понятием системы, причём структура выражает лишь то, что остаётся устойчивым при различных преобразованиях системы. Основные свойства системы при этом относятся к классу свойств целостности или эмерджентности, они присущи системе в целом, возникают при образовании из частей, исчезают вместе с ней и не могут быть объяснены, исходя из свойств отдельных частей, без обращения к связям между ними. При взаимодействии двух или более систем возникают синергетические эффекты, обусловленные стремлением каждой из них к положению равновесия, параметры и свойства которого обусловлены исходными состояниями каждой системы. Но именно эти свойства играют определяющую роль с точки зрения управляющих воздействий на социально-экономическую систему, в том числе воздействий, предполагающих структурную или функциональную перестройку всей системы или элементов её структуры в соответствии с целями и интересами общества. Отсюда следует, что важной задачей науки является познание структур социально-экономических систем как носителей эмерджентных свойств, определяющих основные характеристики их поведения. Успех перестройки системы в направлении получения заданных свойств является конечным критерием, определяющим степень познания реальной структуры.
Исходя из того, что функции подсистем социально-экономической системы реализуются через соответствующие институциональные формы и процессы, конкретизацию структурно-функционального подхода к анализу системных функций менеджмента как институциональной структуры можно представить следующими концепциями:
- менеджмент рассматривается как одна из подсистем общественного производства и социально-экономической системы в целом;
- реализация его системных функций, определяемых структурно-функциональной дифференциацией общественного производства и наличием общесистемных императивов, составляет специализированный вклад менеджмента в жизнедеятельность общества;
- менеджмент на уровнях развития общественного производства и его текущего функционирования может рассматриваться как институциональный процесс, осуществляемый посредством управленческих решений, результатом которых становятся издержки и доходы производства, с одной стороны, и создание материальных благ и услуг — с другой.

В общесистемном понимании институциональный аспект проблемы реализации системных функций менеджмента охватывает не только подсистемы общественного производства, но и оказывающие на них непосредственное влияние структуры других институтов социально-экономической системы.
Таким образом, вышеперечисленные положения и схема анализа системных функций менеджмента позволяют структурно и функционально отразить место и роль менеджмента в обществе и их институциональную взаимосвязь. Менеджмент как подсистема общественного производства имеет родовое значение и видовые характеристики. Родовое значение сформировано субъектно-объектными свойствами: функции менеджмента определяются институциональными факторами социально-экономической системы и вместе с тем его действия направлены на изменение состояния производства, а результаты в экономическом отношении атрибутивно удерживают две стороны новационных результатов: издержки и доходы предприятия и, одновременно, товары и услуги. Видовые характеристики менеджмента определяются специфическими условиями конкретного производства.
Системный подход к проблемам менеджмента неизбежно приводит к необходимости поиска значимого набора функциональных императивов, от уровня осуществления которых зависят выживание коммерческих предприятий, эффективность их и всего общественного производства. Столь же необходимо и выявление структур, формирующих эти императивы и управленческую парадигму данной социально-экономической системы в целом. Ведь развитие данной социально-экономической системы обусловлено доминированием какого-либо функционального императива. Так, на протяжении всего советского периода преобладающая роль в экономике принадлежала планово-производственной функции и элементам, непосредственно связанным с её исполнением. Сейчас в России явно просматривается экспансия банковской сферы, которая пытается подчинить себе остальную экономику. Из этого следует, что явно или неявно в каждой социально-экономической системе устанавливаются уникальные системные функции менеджмента, играющие не последнюю роль в достижении целей общественного производства.
Наличие собственных целей — основное отличие организации от других искусственных систем, созданных человеком. Цели — средства, задачи и идеалы системы могут быть установлены столь же объективно, как и число содержащихся в них элементов. Это позволяет исследовать систему телеологически, с точки зрения выхода, а не детерминистски, с точки зрения входа, что является принципиальным моментом с позиций оценки эффективности менеджмента.
Системное рассмотрение организации (см. Системный подход в управлении) определяет её как целенаправленную систему, которая является частью одной или более других целенаправленных систем и части которой — люди — имеют собственные цели. Поэтому исследование организации должно предусматривать анализ трёх уровней целей: самой системы, её частей и системы более высокого порядка, частью которой является данная организация. Необходимость учёта такого большого количества целей одновременно формирует и императив цели, и проблему целеполагания в деятельности организации, и соответственно менеджмента.
Влияние социально-экономической среды на системные функции менеджмента можно представить следующим образом. Менеджеры принимают решения на микроуровне, по отношению к которому решения, принимаемые государством, являются макроуровневыми, формирующими внешнюю среду предприятия. По Р. Акоффу (с. 98), общим и для отдельного предприятия, и для государства в целом являются три уровня целей:
- задачи — результаты, которые предполагается получить в пределах планового периода;
- цели — результаты, которых не предполагается достичь и за пределами планового периода, но к которым фирма рассчитывает приблизиться в рамках планового периода;
- миссия (идеалы) — результаты, которые считаются недостижимыми, но приближение к которым возможно.

Чётких границ между этими тремя уровнями чаще всего провести нельзя, но в целом можно обозначить, что миссия предусматривает стремление работать в определённом направлении, цели — достижение каких-то конкретных результатов, а задачи имеют конкретные оценки и сроки их достижения. Соответственно распределяются и уровни принятия решений среди менеджеров среднего и высшего звена. Примером миссии фирмы может быть оперативная реакция на нужды и пожелания потребителей, стремление к тому, чтобы потребители ценили фирму.
Миссией советского государства было достижение всеобщего равенства и строительство коммунизма, миссией постсоветского государства — свобода и строительство демократического общества. Следующий уровень целей представлял стратегии строительства соответствующей социально-экономической структуры для достижения принятой миссии. Степень влияния миссии и стратегии государства как факторов внешней среды на характер принятия управленческих решений предприятия можно принимать равными и для социалистических — плановых, и для капиталистических — рыночных структур. В то же время можно считать, что степень детализации целей третьего уровня — задач, выдвигаемых государством перед конкретным предприятием, и формирует принципиальные различия в условиях принятия управленческих решений для социалистического и капиталистического предприятия. Цели фирмы обычно определяются категориями доходов, прибыльности, рентабельности, доли рынка и т. п. Объединяющим началом этих категорий является тенденция роста их количественных оценок — рост фирмы. Предприятие при этом рассматривается как организм, а не как организация. Поэтому рост фирмы чаще всего — цель, важнее которой только выживание фирмы. И даже когда в формулировке цели употребляется понятие «развитие», принятые показатели подразумевают количественный рост фирмы. В то же время рост и развитие — не одно и то же. Рост может происходить без развития (кладбище, свалка). Страна или предприятие может развиваться и не расти. Под развитием в данном случае понимается процесс, в котором увеличиваются возможности индивида удовлетворять свои желания и желания окружающих. В странах с высоким жизненным уровнем начинают критически рассматривать экономический рост как главный двигатель социального прогресса. Общество нуждается уже не в количественных, а в качественных характеристиках уровня жизни. Реальную угрозу достижения целей, связанных с ростом предприятия, составляют ограничения ресурсов и проблемы загрязнения окружающей среды. В этих условиях цели начинают переориентироваться с роста на достижение развития предприятия. Для нынешней ситуации в экономике РФ, как показывают исследования, чрезвычайную актуальность приобретает следующий тезис П. Ф. Друкера: «В угасающей индустрии менеджмент должен осуществляться прежде всего на основании постоянного, систематического и целенаправленного снижения издержек производства при непрерывном улучшении качества товаров и обслуживания. Другими словами, менеджмент нужно ориентировать на укрепление положения компании в отрасли, а не на рост объёмов производства». Здесь особо следует обратить внимание на то, что именно снижение издержек и рост качества товаров является основой укрепления компании, в то время как большинство стратегических направлений в отечественной экономике связано с ростом объёмов производства.
При этом, чем больше уровень зависимости выживания предприятия от экономической эффективности результатов производства, тем выше уровень вероятности совпадения объективно обусловленных оценок эффективности и реализации системных функций менеджмента. В этой связи концептуальное различие понятий «рыночные методы управления» и «традиционные методы ведения хозяйственной деятельности» в отношении российских собственников и менеджеров с позиций двойственности содержания понятия «эффективный менеджмент» заключается во вторичности экономической эффективности в иерархии критериев принятия решений. Следовательно, генезис управления коммерческим предприятием в условиях рынка с системно-кибернетических позиций показывает, что:
- управление является процессом, направленным на достижение определённой цели. Уровень достижения цели определяет эффективность менеджмента в целом и его инструментария — в частности;
- в условиях рынка экономическая эффективность является императивом всей производственной деятельности коммерческого предприятия. Ориентация цели на максимизацию прибыли обеспечивает условие экономической эффективности производства и повышает устойчивость предприятия в рыночной среде.

Грамотное руководство позволяет мотивировать сотрудников для достижения наиболее эффективного результата.

## Эволюция производства и концепций управления
Впервые термин «Менеджмент» применил Джулио Париджи в 1598 году в рукописи Fronte capillata как деятельность «с инструментом в руках» при управлении рисками, главным из которых он считал военный риск для стабильного городского управления. Следует сказать, что 1598 год как дата написания рукописи с упоминанием о менеджменте оспаривается на 1498 год, и авторство Джулио Париджи точно не установлено, поскольку в рукописи не сохранился титульный лист, и авторство устанавливали в послевоенные годы в США, — о данном противоречии сказано и в источнике. Постепенно термин менеджмент стал более конкретным, ассоциирующимся с научным подходом к управлению в конце XIX века. Впоследствии появилось множество концепций менеджмента, которые слились в единую науку Менеджмент.
Классиками менеджмента являются А. Файоль, М. П. Фоллет, Ф. Тейлор, П. Ф. Друкер, Ф. Гилберт и Л. Гилберт, Г. Гант, Г. Форд, Дж. Барбаш, Р. Акофф, С. Блэк, Р. Хаус, С. Гошал, Кр. Бартлетт, Н. С. Паркинсон, Э. Мейо, Кл. Халл, Й. Шумпетер, А. Томпсон, А. Стрикленд, Ф. Котлер, Г. Эмерсон, Ч. Барнард.
Как показал Р. Акофф, с конца прошлого века с ростом сложности производства менялись представления о предприятиях, как об объектах управления и менялись принципы их управления.

## Типовые направления, процессы и функции менеджмента
Согласно PAEI классификации, предложенной Ицхаком Адизесом, можно определить четыре укрупненных направления деятельности менеджмента:
- E — Entrepreneuring (предпринимательство);
- I — Integrating (интеграция);
- A— Administering (администрирование);
- P — Producing results (производство результатов).

Крупные и средние организации одновременно ставят и решают комплекс взаимосвязанных задач, для чего создают несколько подсистем (процессов) в системе менеджмента:
1. По направлению «Предпринимательство (Entrepreneuring)» типовые подсистемы (процессы) менеджмента:
  - Маркетинг
  - Стратегическое управление
  - Инвестиционный менеджмент , управление активами
  - Финансово-юридический риск-менеджмент
  - Инновационный менеджмент
  - Управление изменениями
2. По направлению «Интеграция (Integrating)» типовые подсистемы (процессы) менеджмента:
  - Управление организационной структурой
  - Управление архитектурой предприятия
  - Управление бизнес-процессами
  - Управление персоналом
  - Менеджмент знаний
3. По направлению «Администрирование (Administering)» типовые подсистемы (процессы) менеджмента:
  - Ситуационное управление (ad hoc)
  - Управление документами (записями)
  - Информационный менеджмент
  - Финансовый менеджмент
  - Управление проектами
4. По направлению «Производство результатов (Producing results)» типовые подсистемы (процессы) менеджмента:
  - Управление качеством
  - Управление цепочками поставок
  - Управление производством
  - Управление продажами
  - Экологический менеджмент, технологический риск-менеджмент

Согласно процессному подходу к рассмотрению управления (Цикл Деминга, PDCA), основными инвариантными функциями менеджмента являются:
- «Plan»: прогнозирование, программирование, планирование (стратегическое, среднесрочное, краткосрочное), разработка, создание, организация, нормирование, стандартизация, регламентирование;
- «Do»: руководство исполнением плана, управление производством, исполнение бизнес-процессов;
- «Check»: мониторинг, контроль, контроллинг, учёт, отчетность;
- «Act»: анализ, корректировка исполнения, мотивация.

Функции менеджмента делятся на две категории: предварительные — «Plan» и «Act» (включая прогнозирование, программирование, планирование, корректировка по итогам исполнения); оперативные — «Do», «Check» (исполнение плана, контроль исполнения). К функциям менеджмента относится регулирование, система регулирования (система саморегулирования), что включает в себя: «Check» (мониторинг, контроль, контроллинг, учет, отчетность) и «Act» (корректировкe исполнения, без существенной корректировки планов, бизнес-процессов, структуры организации).

## Функциональные должности менеджеров
«Квалификационный справочник должностей руководителей, специалистов и других служащих» (утв. постановлением Минтруда РФ от 21 августа 1998 г. № 37 в текущей редакции) устанавливает типовые должности руководителей организаций.
| Подсистемы (процессы) менеджмента                                          | Типовые функциональные должности руководителей |
| Направление «Предпринимательство (Entrepreneuring)»:                       | Направление «Предпринимательство (Entrepreneuring)»: |
| -------------------------------------------------------------------------- | --- |
| Стратегическое управление; Маркетинг                                       | Начальник планово-экономического отдела; Начальник отдела маркетинга; Начальник лаборатории (бюро) технико-экономических исследований; |
| Инновационный менеджмент                                                   | Главный конструктор; Начальник исследовательской лаборатории; Начальник цеха опытного производства; Начальник отдела патентной и изобретательской работы; |
| Управление связями с общественностью (PR) Управление репутацией            | Директор (заместитель генерального директора, менеджер, начальник отдела) по связям с общественностью; Менеджер по рекламе; |
| Инвестиционный менеджмент, управление активами                             | Директор (заместитель генерального директора, менеджер, начальник отдела) по связям с инвесторами; |
| Финансово-юридический риск-менеджмент                                      | Директор (генеральный директор, управляющий) предприятия; Начальник юридического отдела; Финансовый директор (заместитель директора по финансам); Риск-менеджер; |
| Управление продажами                                                       | Заместитель директора по коммерческим вопросам; Начальник отдела сбыта; |
| Направление «Интеграция (Integrating)»:                                    | |
| Управление организационной структурой; Управление архитектурой предприятия | Директор (генеральный директор, управляющий) предприятия; |
| Управление бизнес-процессами                                               | Главный технолог; Начальник отдела стандартизации; Начальник лаборатории (бюро) по организации труда и управления производством; |
| Управление персоналом                                                      | Директор (заместитель генерального директора, менеджер) по управлению персоналом; Начальник отдела кадров; Начальник отдела организации и оплаты труда; Начальник отдела подготовки кадров; Начальник отдела социального развития; Начальник нормативно-исследовательской лаборатории по труду;             |
| Информационный менеджмент                                                  | Директор (начальник) вычислительного (информационно-вычислительного) центра; Начальник отдела автоматизированной системы управления производством (АСУП); Начальник отдела автоматизации и механизации производственных процессов; Начальник отдела (лаборатории, сектора) по защите информации;            |
| Менеджмент знаний                                                          | Заведующий научно-технической библиотекой; Начальник отдела информации; |
| Направление «Администрирование (Administering)»:                           | |
| Ситуационное управление (ad hoc)                                           | Корпоративный секретарь акционерного общества; Менеджер; |
| Управление документами (записями)                                          | Заведующий канцелярией; Заведующий архивом; Корпоративный секретарь акционерного общества; |
| Управление обязательствами                                                 | Начальник юридического отдела; |
| Управление проектами                                                       | Руководитель проектов; |
| Финансовый менеджмент                                                      | Финансовый директор (заместитель директора по финансам); Начальник финансового отдела; Главный бухгалтер; |
| Управление изменениями                                                     | Директор (генеральный директор, управляющий) предприятия; Менеджер по управлению изменениями |
| Направление «Производство результатов (Producing results)»:                | |
| Управление качеством                                                       | Главный метролог; Начальник отдела контроля качества; Начальник производственной лаборатории (по контролю производства); Начальник центральной заводской лаборатории; |
| Управление цепочками поставок                                              | Заведующий складом; Заведующий хозяйством; Начальник инструментального отдела; Начальник отдела комплектации оборудования; Начальник отдела материально-технического снабжения; Начальник хозяйственного отдела; Главный энергетик; Начальник ремонтного цеха; Начальник отдела капитального строительства; |
| Управление производством                                                   | Главный инженер; Главный технолог; Главный диспетчер; Начальник технического отдела; Начальник производственного отдела; Начальник цеха (участка); |
| Экологический менеджмент; Технологический риск-менеджмент                  | Начальник отдела охраны окружающей среды; Главный инженер; Главный технолог; Риск-менеджер; |

## Элементы системы менеджмента
Элементами системы менеджмента являются:
- Миссия организации; дерево целей организации; стратегия развития организации; бизнес-план;
- Показатели оценки результативности деятельности (KPI); Система измерений деятельности;
- Организационная схема подчинённости; подразделения; кадровые ресурсы;
- Регламенты бизнес-процессов; корпоративная нормативно-справочная информация; корпоративная база знаний;
- Корпоративный архив документов; договоры; корпоративные информационные ресурсы;
- Недвижимое и движимое имущество организации; Оборудование и материалы; ИТ-системы и программное обеспечение; средства производства;
- Патенты; охраняемые товарные знаки; объекты интеллектуальной собственности;
- Активы; акции; финансы.

## Стили менеджмента
Выделяют два принципиально различных стиля менеджмента:
- директивный менеджмент (ситуативное управление, Ad Hoc) — управление организацией, предполагающее постоянное непосредственное участие управляющего; директивный менеджмент характеризуется отсутствием делегирования полномочий, отсутствием регламентации бизнес-процессов;
- регулятивный менеджмент (управление через правила и ограничения) — управление организацией, построенное на заранее сформулированных правилах и ограничениях; регулятивный менеджмент исключает необходимость в постоянном непосредственном участии менеджера для «ручного управления» организационной единицей; организационная единица, находящаяся под регулятивным управлением находится в состоянии самоуправления на основе ранее принятых правил (регламентов, бизнес-процессов, автоматизмов и т. п.); при регулятивном управлении участие управляющего требуется только в случаях, когда производится корректировка регламента, а также в исключительных случаях, которые заранее не были предусмотрены регламентом.

Преобладающий директивный менеджмент характеризует организации с низким уровнем зрелости управления (1 или 2 уровень зрелости управления). Преобладающий регулятивный менеджмент характеризует организации с высоким уровнем зрелости управления (3 или 4 уровень зрелости управления).
По степени поддержки подчиненных и по степени директивного воздействия на подчиненных различают следующие стили управления:
- Директивный (командный) стиль управления. Цель директивного стиля — немедленное подчинение сотрудников.
  - Особенности: непосредственный контроль подчиненных. Мотивация дисциплиной и угрозами штрафных санкций.
  - Эффективно: в кризисной ситуации, когда разночтения и отклонения от курса несут большие риски.
  - Неэффективно: если низкий уровень развития персонала, то они ничему не научатся; если высокий профессионализм подчиненных, то они будут недовольны контролированием каждого шага, такой стиль будет восприниматься как недоверие и приводить к фрустрации.
- Авторитарный (визионерский) стиль управления. Главная цель — предоставление долгосрочной стратегии развития и создание перспектив для сотрудников.
  - Особенности: руководитель в стиле «строгий, но справедливый»; дает подчиненным четкое видение направления развития, четкую картину действий, мотивирует убеждением и личным отзывом о проделанной работе.
  - Эффективно: когда нужны четкие указания и стандарты; когда лидер пользуется доверием.
  - Неэффективно: когда низкая квалификация сотрудников, то им необходим постоянный контроль и пошаговые инструкции; если руководитель не пользуется доверием подчиненных, то люди не последуют за ним.
- Партнерский (аффилиативный) стиль управления. Основная цель — создание гармоничных отношений между сотрудниками и между руководством и сотрудниками.
  - Особенности: приоритетность «сначала люди, потом задание», избегание конфликтов, акцент на хороших личных отношениях между сотрудниками; мотивирование поддержкой хорошего настроения у сотрудников.
  - Эффективно: одновременное использование с другими стилями; рутинные задания; качественное выполнение работы сотрудниками; когда нужна помощь и совет; когда нужно разрешить конфликтную ситуацию.
  - Неэффективно: если работа выполняется некачественно, то партнерство не повышает производительности; если кризисная ситуация, когда нужно жесткое управление.
- Демократический (представительский) стиль управления. Главная цель — достижение вовлеченности сотрудников, взаимопонимание внутри коллектива.
  - Особенности: Лозунг управления — «каждый вносит свой вклад»; сотрудникам предлагают принимать участие в принятии решений; мотивация вознаграждением совместных достижений команды.
  - Эффективно: когда сотрудники работают вместе; у специалистов достаточно опыта, им можно доверять; стабильная ситуация в компании и на рынке.
  - Неэффективно: подчиненных приходится организовывать и направлять; когда кризис, то нет времени на совещания; если сотрудникам не хватает компетентности в их работе, то необходимо постоянное кураторство и контроль результатов.
- «Задающий ритм» стиль управления. Основная цель — выполнение заданий на самом высоком уровне.
  - Особенности: стиль работы «делай сам — делай, как я»; много работы выполняется лично руководителем и от подчиненных ожидают следования примеру; мотивация заданием высоких стандартов и ожидание самоорганизации от сотрудников.
  - Эффективно: сотрудники высокомотивированы, компетентны в своем деле; нет необходимости в постоянной координации и управлении; когда нужно управлять экспертами.
  - Неэффективно: когда для получения объема работы необходимо участие третьей стороны; когда команде и отдельным сотрудникам необходимо дополнительное развитие, коучинг, координация.
- Коучинговый стиль управления. Главная цель — долгосрочное профессиональное развитие сотрудников.
  - Особенности: «Развивающий» менеджмент; руководитель вдохновляет сотрудников и помогает им развивать их сильные стороны, повышать качество работы; мотивация подчиненных предоставлением возможностей для профессионального развития.
  - Эффективно: если есть навыки, над которыми еще нужно работать; сотрудники мотивированы и стремятся к развитию.
  - Неэффективно: если руководителю не хватает компетентности в вопросе; когда слишком велики расхождения между вложенными усилиями коуча и результатом, полученным от сотрудника.

|                   |         | Степень директивного воздействия         | Степень директивного воздействия                     |
| Высокая           | Низкая  |                                          |                                                      |
| ----------------- | ------- | ---------------------------------------- | ---------------------------------------------------- |
| Уровень поддержки | Высокий | Коучинговый стиль управления             | «Задающий ритм» стиль управления                     |
| Уровень поддержки | Средний | Авторитарный (визионерский) стиль        | Демократический (представительский) стиль управления |
| Уровень поддержки | Низкий  | Директивный (командный) стиль управления | Партнерский (аффилиативный) стиль управления         |

## Психологические командные роли менеджеров
Согласно Модели командных ролей Белбина, успешным коллективным «директором» является команда менеджеров из 4-8 человек, исполняющих следующие 8 психологических менеджерских ролей:
- «Душа компании» (ДК), мотиватор. Данная управленческая роль инициирует процесс интеграции.
- «Координатор» (К). Данная управленческая роль завершает процесс интеграции.
- «Генератор идей» (ГИ). Данная управленческая роль инициирует процесс предпринимательства.
- «Собиратель идей» (СИ), исследователь ресурсов. Данная управленческая роль завершает процесс предпринимательства.
- «Стратег-аналитик» (СА). Данная управленческая роль инициирует процесс администрирования.
- «Шейпер» (Ш). Данная управленческая роль завершает процесс администрирования
- «Педант» (П). Данная управленческая роль инициирует процесс производства.
- «Реализатор» (Р). Данная управленческая роль завершает процесс производства.

## Стратегическое управление
Стратегическое управление — деятельность, направленная на достижение стратегических целей с помощью стратегических инструментов.
Стратегическими целями могут быть любые природные ресурсы, географические области, новое качество, лидерство по тем или иным ключевым конкурентным параметрам.
Стратегическими инструментами выступают капитал и любой привлекаемый финансовый ресурс, любые материальные и нематериальные активы, организационно-кадровые и сырьевые ресурсы, внешняя и инвестиционная политики организации, оборудование, ключевые знания и технологии.
Особенностями стратегического управления являются специальные приёмы и способы достижения стратегических целей, не очевидные с точки зрения линейного менеджмента. Например, сбережение ресурсов в условиях рыночного кризиса может потребовать принятия мер по сокращению издержек — увольнение квалифицированного персонала, переезд или перевод производства в менее затратное, но неудобное место, которые обычно вступают в противоречие с целями линейного менеджмента. Также, например, получение заёмных средств в виде кредита или облигационной эмиссии является решением стратегического типа, поскольку представляет собой возмездное и срочное привлечение стратегического инструмента — финансового ресурса.

## Нормативные документы в Российской Федерации
- ГОСТ Р 55272-2012 «Системы менеджмента организаций. Рекомендации по структуре и составу элементов»
- ГОСТ Р 55269-2012 «Системы менеджмента организаций. Рекомендации по построению интегрированных систем менеджмента»
- ГОСТ Р 55268-2012 «Системы менеджмента организаций. Рекомендации по проведению анализа со стороны руководства»
- Р 50.1.076-2011 «Менеджмент организации. Методы работы с потребителями»
- ГОСТ Р 58531-2019 «Управление организацией. Руководство по внедрению устойчивого менеджмента на малых и средних предприятиях»
- ГОСТ Р ИСО 22301-2014 «Системы менеджмента непрерывности бизнеса. Общие требования»
- ГОСТ Р ИСО 22313-2015 «Менеджмент непрерывности бизнеса. Руководство по внедрению»
- ГОСТ Р 53647.1-2009 «Менеджмент непрерывности бизнеса. Часть 1. Практическое руководство»
- ГОСТ Р 53647.2-2009 «Менеджмент непрерывности бизнеса. Часть 2. Требования»
- ГОСТ Р 53647.3-2015 «Менеджмент непрерывности бизнеса. Часть 3. Руководство по обеспечению соответствия требованиям ГОСТ Р ИСО 22301»
- ГОСТ Р 53647.4-2011 «Менеджмент непрерывности бизнеса. Руководящие указания по обеспечению готовности к инцидентам и непрерывности деятельности»
- ГОСТ Р 53647.5-2012 «Менеджмент непрерывности бизнеса. Готовность к опасным ситуациям и инцидентам»
- ГОСТ Р 53647.6-2012 «Менеджмент непрерывности бизнеса. Требования к системе менеджмента персональной информации для обеспечения защиты данных»
- ГОСТ Р 53647.8-2013 «Менеджмент непрерывности бизнеса. Управление человеческими ресурсами»
- ГОСТ Р 53647.9-2013 «Менеджмент непрерывности бизнеса. Управление организацией в условиях кризиса»
- ГОСТ Р 55235.1-2012 «Практические аспекты менеджмента непрерывности бизнеса. Менеджмент активов. Требования к оптимальному управлению производственными активами»
- ГОСТ Р 55235.2-2012 «Практические аспекты менеджмента непрерывности бизнеса. Менеджмент активов. Руководство по применению требований к оптимальному управлению производственными активами»
- ГОСТ Р 55235.3-2012 «Практические аспекты менеджмента непрерывности бизнеса. Применение к информационным и коммуникационным технологиям»
- Р 50.1.095-2014 «Менеджмент непрерывности бизнеса. Руководство по организации восстановления после инцидента»
- Р 50.1.096-2014 «Менеджмент непрерывности бизнеса. Руководство по проведению учений и проверке планов непрерывности бизнеса»
- ГОСТ Р ИСО 20121-2014 «Системы менеджмента устойчивого развития. Требования и практическое руководство по менеджменту устойчивости событий»
- ГОСТ Р 54598.1-2015 «Менеджмент устойчивого развития. Часть 1. Руководство»
- ГОСТ Р 54598.2-2013 «Менеджмент организации. Требования к системе менеджмента устойчивого развития применительно к событиям»